# Catholijn Jonker
Catholijntje Maria Jonker (1967) is een Nederlands hoogleraar Interactive Intelligence aan de Technische Universiteit Delft.

## Biografie
Jonker promoveerde aan de Universiteit Utrecht in 1994 op Constraints and negations in logic programming. Van 2004 tot 2006 was ze gewoon hoogleraar Kunstmatige intelligentie aan de Radboud Universiteit Nijmegen. In 2007 kreeg ze een VICI-subsidie van NWO. Van 2005 tot 2010 was ze lid van de Jonge Akademie van de KNAW. Ze is lid van de Koninklijke Hollandsche Maatschappij der Wetenschappen. In 2008 sprak ze haar inaugurele rede uit aan de Technische Universiteit Delft waar ze als hoogleraar Interactive Intelligence werd aangesteld.
Prof. dr. C.M. Jonker werkte mee aan meer dan 100 publicaties op haar vakgebied.